# Svante Gustaf Waennerberg
Svante Gustaf Waennerberg, född 10 december 1790 i Linköpings församling, Östergötlands län, död 6 maj 1857 i Rogslösa församling, Östergötlands län, var en svensk präst i Rogslösa församling och ledamot i Kungliga Musikaliska Akademien.

## Biografi
Waennerberg föddes 10 december 1790 i Linköping. Han var son till kyrkoherden i Virserums socken. Waennerberg blev höstterminen 1811 student vid Uppsala universitet, Uppsala och tog 1817 filosofie kandidat. Han tog 14 juni 1818 filosofie magister och prästvigdes 13 september samma år. Waennerberg tog 16 december 1818 pastoralexamen och blev 10 oktober 1818 brukspredikant vid Finspångs bruk, tillträde direkt. Han blev 16 februari 1819 regementspastor vid Upplands regemente och 27 september 1828 kyrkoherde i Rogslösa församling, Rogslösa pastorat, tillträde 1831. Waennerberg blev 28 december 1844 prost. Han avled 6 maj 1857 i Rogslösa socken.
Han var även amatörviolinist och blev 1817 ledamot i Filharmoniska sällskapet i Karlstad och Filharmoniska sällskapet i Karlskrona. År 1832 blev han ledamot Filharmoniska sällskapet i Motala. Waennerberg invaldes som ledamot nummer 285 i Kungliga Musikaliska Akademien den 29 januari 1840. Han upptecknade också folkvisor.

### Familj
Waennerberg gifte sig 20 augusti 1821 med Juliana Adolphina Charlotta Berndes (1796–1863). Hon var dotter till kronofogden Johan Adolph Berndes och Charlotta von Rothstein i Västra Ny socken. De fick tillsammans barnen Johan Svante Gerhard (1823–1823), Malvina Aurora (1824–1845), Mathilda Josephina Charlotta (född 1825), Svante Hjalmar Julius (1826–1829), Conrad Svante Theodor (127–1870), Marcus Svante Rudolf (1826–1847), Knut Svante Agathon (1830–1885), Agnes Paulina Charlotta (1831–1832), Antoinetta Eleonora Charlotta (1833–1834), Otto Svante Leopold (född 1835) och Ebba Adelina Charlotta (född 1838).